# Alcyonium southgeorgiensis
Alcyonium southgeorgiensis är en korallart som beskrevs av Casas, Ramil och van Ofwegen 1997. Alcyonium southgeorgiensis ingår i släktet Alcyonium och familjen läderkoraller. Inga underarter finns listade i Catalogue of Life.